# Bundesstraße 517
Pour les articles homonymes, voir Route 517.
La Bundesstraße 517 est une Bundesstraße du Land de Rhénanie-du-Nord-Westphalie.

## Histoire
La Bundesstraße 517 est établie au début des années 1970.
Début 2009, la B 517 est prolongée d'un tronçon de 6 kilomètres de l'ancienne Bundesstraße 54 entre Kreuztal-Krombach et Kreuztal-centre.
La jonction avec la B 236 à Altenhundem est entièrement reconstruite en 2011. Le premier carrefour giratoire de Rhénanie du Nord-Westphalie est construit à titre d'essai. La route est ouverte à la circulation à la mi-décembre 2011.

## Source
- (de) Cet article est partiellement ou en totalité issu de l’article de Wikipédia en allemand intitulé « Bundesstraße 517 » (voir la liste des auteurs).

1. ↑  (de) « Die Bundes- und Reichsstraßen in Deutschland - Nr. ab 399 » [archive du 15 octobre 2008], sur home.arcor.de (consulté le 18 juillet 2025)